# مطار الداخلة
مطار الداخلة (إياتا: VIL - إيكاو: GMMH) هو مطار دولي يخدم مدينة الداخلة في الصحراء المغربية. يتم تشغيل المطار من قبل المكتب الوطني للمطارات.

## تاريخ
أنجزت بالمطار خلال الفترة الممتدة من 2006 إلى 2013 مجموعة من المشاريع بهدف الاستجابة إلى المعايير الدولية في مجال الجودة والسلامة، وتهم هذه المشاريع أساسا إقامة سور وقائي بمهبط المطار على امتداد 12,5 كلم وطريق مداري داخلي بنفس الطول، ويحتوي المطار على مدرج للهبوط يبلغ طوله 3000 متر وعرضه 45 متر، وكذا محطة جديدة للركاب ذات مواصفات ومعايير دولية، وكانت مساحة المحطة الجوية القديمة تصل إلى 670 متر مربع وطاقتها الاستيعابية 55 ألف مسافر في السنة فيما تقع المحطة الجديدة على مساحة تصل إلى 2600 متر مربع بسعة 330 ألف مسافر في السنة. كما أن المحطة الجديدة التي تم الشروع في استغلالها أيضا سنة 2010 تحتوي على مختلف المرافق ومن ضمنها مرفق تقني على مساحة ألف متر مربع ومرآب للسيارات بسعة 180 سيارة وكذا منشآت تقنية تهم الملاحة الجوية والاتصال عبر الاقمار الاصطناعية.
26 أكتوبر 2017، استقبل المطار أول رحلة مباشرة إلى العاصمة الفرنسية باريس تُسيرها شركة الطيران ترانسافيا.
في 28 أكتوبر 2018، دشنت العربية للطيران المغرب الرحلات الجوية بين الداخلة والدار البيضاء، وبين الداخلة وطنجة (عبر مراكش).
في 8 فبراير 2023، قامت شركة جيتيكس بتدشين محطة جوية جديدة مخصصة بالكامل لشركات الطيران الخاص.
في أكتوبر 2023، أطلقت العربية للطيران المغرب رحلات جوية جديدة بين فاس والداخلة مع توقف في مراكش. إستمرت العربية للطيران المغرب بتشغيل رحلاتها من وإلى مطار الداخلة إلى غاية توقفها في نونبر 2024.

## المحطة الجوية
يتوفر المطار على محطة جوية جديدة افتتحت في 13 دجنبر 2010 بمعايير دولية من حيث الأمن والجودة وبسعة 330 ألف مسافر سنوياً بعكس المحطة القديمة التي كانت تتوفر على 55 ألف مسافر سنوياً، والتي تم تحويلها للإستخدام العسكري. كما أنه من المرتقب أن يتم تحديث المطار، لزيادة الطاقة الاستيعابية لتصل إلى مليون مسافر. وقد جاء الاهتمام بهذا المطار وتحديثه لمواكبة سياسة الحكومة المغربية في تنمية الأقاليم الجنوبية وتشجييع السياحة بجهة الداخلة وادي الذهب.

## شركات الطيران
| شركات الطيران           | الوجهات (آخر تحديث 2024-12-29)          |
| ----------------------- | --------------------------------------- |
| الخطوط الملكية المغربية | العيون - أكادير - الدار البيضاء - باريس |
| ترانسافيا فرنسا         | باريس                                   |
| بينتر كنارياس           | غران كناريا                             |
| رايان إير               | لانزاروت - مدريد                        |

## الاستعمال العسكري
المطار له أيضاً استعمال عسكري مهم من طرف طائرات الدرك الملكي التي تُراقب السواحل البحرية، ومروحيات وطائرات القوات الملكية الجوية المغربية التي تشحن التموين والمعدات العسكرية والجنود العاملين بالقواعد العسكرية الجنوبية في المغرب.

## إحصائيات
حركة المسافرين:
| 2012   | 2013   | 2014   | 2015    | 2016    | 2017    | 2018    | 2019    | 2020    | 2021    | 2022    | 2023    |
| ------ | ------ | ------ | ------- | ------- | ------- | ------- | ------- | ------- | ------- | ------- | ------- |
| 347 65 | 179 76 | 746 96 | 691 127 | 451 154 | 552 168 | 645 202 | 975 256 | 185 129 | 981 195 | 480 222 | 831 234 |
|        | ▲      | ▲      | ▲       | ▲       | ▲       | ▲       | ▲       | ▼       | ▲       | ▲       | ▲       |